# Nederlandse kampioenschappen schaatsen afstanden 2011
De Nederlandse kampioenschappen afstanden 2011 werden van 5 t/m 7 november 2010 gehouden in de overdekte schaatshal Thialf in Heerenveen. Tijdens deze NK Afstanden (m/v) zijn er naast de nationale titels op de afstanden ook plaatsbewijzen te verdienen voor de vijf wereldbekerwedstrijden die op het kampioenschap volgen.
Van de zeven titelhouders verdedigden er drie hun titel(s) niet. Renate Groenewold (5000 meter) beëindigde haar actieve schaatsloopbaan na het seizoen 2009/10. Sven Kramer (5000 en 10.000 meter) meldde zich af met een trainingsachterstand van drie tot vier maanden en Annette Gerritsen (500, 1000 en 1500 meter) kampte met de naweeën van een blessure.
De 16-jarige Pien Keulstra van Jong Oranje was de jongste deelnemer aan de kampioenschappen, zij nam deel aan de 1500 en 3000 meter bij de vrouwen.

## Tijdschema
| Programma           |           | |
| Datum               | Aanvang   | Onderdeel |
| vrijdag 5 november  | 14:30 uur | 500 meter mannen 1e run 500 meter vrouwen 1e run 500 meter mannen 2e run 500 meter vrouwen 2e run 5000 meter mannen |
| zaterdag 6 november | 14:15 uur | 1000 meter vrouwen 1000 meter mannen 3000 meter vrouwen                                                             |
| zondag 7 november   | 12:30 uur | 1500 meter vrouwen 1500 meter mannen 5000 meter vrouwen 10.000 meter mannen                                         |

## Podia

### Mannen
| Onderdeel        | Goud               | Goud                 | Zilver                   | Zilver               | Brons                    | Brons                |
| ---------------- | ------------------ | -------------------- | ------------------------ | -------------------- | ------------------------ | -------------------- |
| 2×500 m details  | Ronald Mulder APPM | 70,230 (35,12/35,11) | Jan Smeekens Control     | 70,310 (35,19/35,12) | Stefan Groothuis Control | 70,940 (35,38/35,56) |
| 1000 m details   | Simon Kuipers TVM  | 1.08,87              | Stefan Groothuis Control | 1.08,99              | Jan Bos onafh. rijder    | 1.09,66              |
| 1500 m details   | Simon Kuipers TVM  | 1.44,81              | Mark Tuitert Control     | 1.45,87              | Stefan Groothuis Control | 1.46,31              |
| 5000 m details   | Bob de Vries BAM   | 6.22,29              | Wouter Olde Heuvel TVM   | 6.22,74              | Jorrit Bergsma BAM       | 6.23,77              |
| 10.000 m details | Bob de Jong BAM    | 12.59,95             | Bob de Vries BAM         | 13.08,13             | Jorrit Bergsma BAM       | 13.11,54             |

### Vrouwen
| Onderdeel       | Goud                               | Goud                 | Zilver                                | Zilver               | Brons                        | Brons                |
| --------------- | ---------------------------------- | -------------------- | ------------------------------------- | -------------------- | ---------------------------- | -------------------- |
| 2×500 m details | Margot Boer Team Liga              | 78,270 (38,72/38,55) | Laurine van Riessen Control           | 78,330 (38,70/38,63) | Marrit Leenstra Hofmeier     | 78,980 (39,50/39,48) |
| 1000 m details  | Marrit Leenstra Hofmeier           | 1.16,84              | Margot Boer Team Liga                 | 1.17,26              | Laurine van Riessen Control  | 1.17,28              |
| 1500 m details  | Ireen Wüst TVM                     | 1.57,33              | Marrit Leenstra Hofmeier              | 1.57,39              | Laurine van Riessen Control  | 1.59,58              |
| 3000 m details  | Ireen Wüst TVM                     | 4.12,32              | Marrit Leenstra Hofmeier              | 4.14,72              | Marije Joling Gewest Drenthe | 4.15,41              |
| 5000 m details  | Moniek Kleinsman Gewest Overijssel | 7.15,61              | Carlijn Achtereekte Gewest Overijssel | 7.18,14              | Marije Joling Gewest Drenthe | 7.19,49              |

### Medaillespiegel teams
| Plaats | Teams                 | Goud | Zilver | Brons | Totaal |
| 1      | TVM                   | 4    | 1      | 0     | 5      |
| 2      | BAM                   | 2    | 1      | 2     | 5      |
| 3      | Hofmeier              | 1    | 2      | 1     | 4      |
| 4      | Team Liga             | 1    | 1      | 0     | 2      |
| 4      | Gewest Overijssel     | 1    | 1      | 0     | 2      |
| 6      | APPM                  | 1    | 0      | 0     | 1      |
| 7      | Control               | 0    | 4      | 4     | 8      |
| 8      | Gewest Drenthe        | 0    | 0      | 2     | 2      |
| 9      | onafhankelijke rijder | 0    | 0      | 1     | 1      |
| Totaal | Totaal                | 10   | 10     | 10    | 30     |